# Waltham Abbey
Waltham Abbey er en by og civil parish i Epping Forest District i Essex, inden for pendlerområdet og byområdet af London, England, omkring 22 km nordøst for Charing Cross. Byen ligger på nulmeridianen, mellem floden Lea mod vest og Epping Forest mod øst, og en stor del danner Metropolitan Green Belt.
Byen grænser op til Chingford mod syd; Loughton, Theydon Bois og Buckhurst Hill mod øst; Cheshunt, Waltham Cross og Enfield mod vest; samt landområderne Nazeing og Epping Upland mod nord. Udover det primære byområde, så består sognet også Claverhambury, Fishers Green, High Beach, Holyfield, Lippitts Hill, Sewardstone, Sewardstonebury og Upshire. I 2021 havde Waltham Abbey civil parish 22.859 indbyggere.
Byen er navngivet efter og kendt for sit tidligere kloster, der var det sidste i England som blev opløst. Bygningen — Abbey Church of Waltham Holy Cross and St Lawrence — er i dag et scheduled ancient monument og byens sognekirke. Der har været kirke på stedet siden 600-tallet, og det blev pilgrimsmål efter legenden om det hellige kors i 1000-tallet, og den blev genopført og genfinansieret af kong Harold Godwinson, den sidste angelsaksiske konge af England i 1060. Man mener at det er her Harold blev begravet efter slaget ved Hastings i 1066. Kirkeområdet, Waltham Abbey Gardens, er åbent for offentligheden og Cornmill Meadows vedligeholdes af Lee Valley Regional Park Authority. Langs byens østlige udkant ligger Epping Forest, der drives af City of London Corporation; og i skoven ligger landsbyen High Beach. Mod syd liggeer Gilwell Park, der siden 1919 har været et vigtigt sted for spejderbevægelsen. Byens vestlige grænse følger floden Lea , hvor den grænser op til Hertfordshire og det historiske Middlesex, og her ligger Lee Valley Regional Park, hvor Lee Valley White Water Centre afholdt kanoslalom under OL i London 2012.
I over 300 år var Royal Gunpowder Mills i drift langs Millhead Stream, og en lang række proccesser, der bruges i sprængstofindustrien blev opfundet og udviklet her. I dag er det et scheduled ancient monument sammen med mange listed buildings, og det er et site of special scientific interest.